# 羅賓遜 (德克薩斯州)
羅賓遜（Robinson）是位於美國德克薩斯州麥克倫南縣的一個城市，屬於韋科都會統計區。當地有羅賓遜獨立學校學區。1915年在此地發生傑西·華盛頓私刑事件。

## 外部連結
- The Greater Robinson Chamber of Commerce （页面存档备份，存于）